# Pléchâtel
Pléchâtel (bret. Plegastell) – miejscowość i gmina we Francji, w regionie Bretania, w departamencie Ille-et-Vilaine.
Według danych na rok 1990 gminę zamieszkiwały 1834 osoby, a gęstość zaludnienia wynosiła 50 osób/km² (wśród 1269 gmin Bretanii Pléchâtel plasuje się na 344. miejscu pod względem liczby ludności, natomiast pod względem powierzchni na miejscu 176.).